# 우리는 매일매일
《우리는 매일매일》(Us, Day by Day)은 한국에서 제작된 강유가람 감독의 2019년 다큐멘터리 영화이다. 허은주 등이 주연으로 출연하였다. 2019년 서울국제여성영화제에서 상연되었고, 서울독립영화제 수상작이기도 하다. 대한민국에서는 2021년 6월 30일 개봉되었다.

## 출연

### 주연
- 허은주
- 김이승현
- 유여원
- 김혜정
- 강정임